# Richard Martin West
Richard Martin West (nacido en 1941) es un astrónomo danés, gran descubridor de cometas y asteroides.
Se graduó en astrofísica en 1964 en la Universidad de Copenhague. Cinco años después comenzó a trabajar en el Observatorio Europeo Austral (ESO, según sus siglas en inglés).
Ha descubierto numerosos cometas, incluyendo el cometa West (C/1975 V1), que es uno de los cometas más brillantes de los 70 y los cometas periódicos 76P/West-Kohoutek-Ikemura y 123P/West-Hartley.
También ha descubierto 40 asteroides entre 1976 y 1986, incluyendo los asteroides troyanos (2146) Stentor, (2148) Epeios y (20995) 1985 VY. El Centro de Planetas Menores acredita sus descubrimientos como R. M. West.
También es codescubridor de la galaxia enana denominada Enana de Fénix, junto con Hans-Emil Schuster.
El asteroide (2022) West fue renombrado así en su honor.